# Flemming Delfs
Flemming Delfs (* 7. září 1951) je bývalý dánský badmintonista. V roce 1977 byl světovou jedničkou ve dvouhře. Vynikal elegantním stylem hry se silným bekhendem, avšak nedařilo se mu na asijských kurtech, kde špatně snášel horké a vlhké podnebí.
V roce 1969 se stal juniorským mistrem Evropy ve dvouhře. S Američankou Carlene Starkeyovou vyhrál v roce 1973 smíšenou čtyřhru na Mexican Open. Získal zlatou medaili na prvním mistrovství světa v badmintonu, které se konalo v květnu 1977 ve švédském Malmö. V roce 1980 získal spolu s krajanem Steenem Skovgaardem na světovém šampionátu bronzovou medaili ve čtyřhře.
Na mistrovství Evropy v badmintonu vyhrál mužskou dvouhru v letech 1976, 1978 a 1980 a třikrát byl členem vítězného smíšeného družstva. V roce 1977 zvítězil na All England Open Badminton Championships. V roce 1980 byli Delfs a Skovgaard finalisty světového poháru v mužské čtyřhře. Na Denmark Open vyhrál v letech 1977 a 1979 dvouhru a v letech 1978 a 1980 se Skovgaardem čtyřhru. Je čtyřnásobným vítězem Dutch Open z let 1975, 1976, 1978 a 1979. Odehrál 55 utkání za dánskou badmintonovou reprezentaci, s níž skončil druhý v Thomas Cupu v letech 1973 a 1979. Kariéru ukončil v roce 1983.
Měl sponzorskou smlouvu s výrobcem sportovního oblečení Patrick a po ukončení sportovní činnosti v této firmě pracoval jako manažer.